# تفجير نيانيا أبريل 2014
تفجير نيانيا أبريل 2014 في 14 أبريل 2014 في حوالي الساعة 6:45 صباحًا انفجرت قنبلتان في محطة حافلات مزدحمة في نيانيا ناساراوا، مما أسفر عن مقتل 88 شخصًا على الأقل وإصابة ما لا يقل عن 200 شخص. تقع محطة الحافلات على بعد 8 كيلومترات جنوب غرب وسط العاصمة الفيدرالية.
أعلنت جماعة بوكو حرام مسؤوليتها عن التفجير بعد ستة أيام من وقوعه. حدث ذلك قبل ساعة من اختطاف تشيبوك.

## الهجوم
انفجرت متفجرات مخبأة داخل سيارات خلال ساعة الذروة الصباحية في محطة للحافلات في نيانيا على مشارف أبوجا. بعد الانفجار الأولي حدثت انفجارات أخرى عندما اشتعلت خزانات الوقود في المركبات المجاورة.
أكد عباس إدريس رئيس وكالة أبوجا للإغاثة الطارئة مقتل 71 شخصًا وإصابة 124 آخرين. تخدم محطة الحافلات مجتمع فقير مختلط عرقيًا ودينيًا. أكد مانزو إزكيال المتحدث باسم الوكالة الوطنية لإدارة الطوارئ أن العديد من الجرحى يخضعون للعلاج في المستشفى. بحلول 15 أبريل ارتفع عدد القتلى إلى 75 حيث واصل المحققون فحص الحطام في موقع الانفجار. بحلول 18 أبريل ارتفع عدد القتلى إلى 88 مع الإبلاغ عن إصابة أكثر من 200.

## المسؤولية
أعلنت جماعة بوكو حرام مسؤوليتها عن التفجير بعد ستة أيام من وقوعه، حيث ظهر مقطع الفيديو يدعي فيه أحدهم مسؤولية زعيم الجماعة أبو بكر شيكاو وبث عنه في 19 أبريل. اعتقل أمينو صادق أوغوتش من قبل الإنتربول في السودان في مايو 2014 للاشتباه في كونه أحد العقول المدبرة للتفجيرات. بعد ساعات من الهجوم قامت بوكو حرام باختطاف المئات من طالبات المدارس في شيبوك.

## الاستجابة
زار الرئيس النيجيري جودلاك جوناثان مكان الانفجار حيث قال: لقد فقدنا عددًا لا بأس به، تعازي ببلدنا رجالا ونساء لأسر الضحايا، قضية بوكو حرام هي تاريخ قبيح للغاية في هذه الفترة من تنميتنا. تبذل الحكومة قصارى جهدها للتأكد من أننا نمضي ببلدنا إلى الأمام. لكن هذه هي المشتتات غير الضرورية التي تدفعنا إلى الوراء. لكننا سنتجاوز الأمر.
جاء الهجوم بعد يوم من زعم السناتور النيجيري أحمد زنة أن الجماعة الإسلامية قتلت 135 مدنياً في شمال شرق نيجيريا في ثلاث هجمات خلال الأسبوع الذي سبق الانفجار.